# Island in the Sun (Weezer)
Island in the Sun è il secondo singolo estratto dal terzo album dei Weezer, Weezer (The Green Album)
Inizialmente non era prevista la presenza della canzone nell'album, di cui il produttore fu Rick Ocasek. Nonostante ciò il singolo figurò sul prodotto finale e divenne una delle più grandi hit degli Weezer al di fuori degli Stati Uniti, raggiungendo la Top 40 nel Regno Unito (# 31), nella Top 20 in Francia (# 17) e Triple J Hottest 100 (# 7) in Australia.

## Video musicali
Esistono due video per questa canzone dei Weezer.

### Versione 1: Matrimonio spagnolo
Il video, diretto da Marcos Siega, è ambientato durante un matrimonio spagnolo. I membri della band suonano nel bel mezzo di una festa colorata dove aleggia un clima di felicità e allegria. Questa versione è la meno conosciuta delle due, tuttavia rimane comunque scaricabile da iTunes.

### Versione 2: Animali
Il video segna il ritorno di Spike Jonze a sette anni di distanza dal videoclip di successo Buddy Holly. Nel video sono presenti solo Rivers Cuomo, Brian Bell e Patrick Wilson a causa del ricovero ospedaliero dell'allora bassista Mikey Welsh.
Il video vede gli Weezer giocare con animali selvatici, tra cui scimmie (scimpanzé), orsi bruni, cuccioli di leone, gatti, scoiattoli, cani, farfalle (Danaus plexippus: monarca), pantere nere, giraffe, ecc.
Girato a breve distanza da Los Angeles, il video dà l'impressione di essere ambientato in una savana o in luogo comunque molto remoto. È la versione che ha ricevuto più consensi, diventando video standard di Island in the Sun ed una delle più belle canzoni degli Weezer grazie alla sua leggera melodia di chitarra.

## Formazione
- Rivers Cuomo - voce e chitarra
- Brian Bell - chitarra
- Mikey Welsh - basso
- Patrick Wilson - batteria